# Rancho Hubert H. Bancroft
Rancho Hubert H. Bancroft (en inglés: Hubert H. Bancroft Ranch House) es un rancho histórico ubicado en Spring Valley en el estado estadounidense de California. Rancho Hubert H. Bancroft se encuentra inscrito como un Hito Histórico Nacional en el Registro Nacional de Lugares Históricos desde el 5 de enero de 1966. Su nombre lo tiene por Hubert H. Bancroft

## Ubicación
Rancho Hubert H. Bancroft se encuentra dentro del condado de San Diego en las coordenadas 32°44′11″N 116°59′18″O / 32.736389, -116.988333.